# Cordilura polita
Cordilura polita är en tvåvingeart som först beskrevs av Daniel William Coquillett 1898.  Cordilura polita ingår i släktet Cordilura och familjen kolvflugor. Inga underarter finns listade i Catalogue of Life.